# تيريزا روسيل
تيريزا روسيل (بالإنجليزية: Theresa Russell)‏ هي عارضة وممثلة أمريكية، ولدت في 20 مارس 1957 بسان دييغو في الولايات المتحدة.

## أعمال

### أفلام
- (1980) توقيت سيء
- (2001) المؤمن
- (2007) سبايدرمان 3[6][7][8]

### مسلسلات
- كولد كيس

## وصلات خارجية
- تيريزا روسيل على موقع IMDb (الإنجليزية)
- تيريزا روسيل على موقع روتن توميتوز (الإنجليزية)
- تيريزا روسيل على موقع مونزينجر (الألمانية)
- تيريزا روسيل على موقع ألو سيني (الفرنسية)
- تيريزا روسيل على موقع أول موفي (الإنجليزية)
- تيريزا روسيل على موقع قاعدة بيانات الأفلام السويدية (السويدية)
- تيريزا روسيل على موقع إن إن دي بي (الإنجليزية)
- تيريزا روسيل على موقع ديسكوغز (الإنجليزية)
- تيريزا روسيل على موقع قاعدة بيانات الفيلم (الإنجليزية)
- تيريزا روسيل على موقع كينوبويسك (الروسية)